# عبد الهادي الحايكي
عبد الهادي الحايكي ، لاعب كرة قدم بحريني سابق ، من مواليد جزيرة المحرق و نشأ في قرية رأس الرمان.
و قد لعب مع منتخب البحرين لكرة القدم.

## كأس الخليج 1979
و قد سجل هدف في مرمى منتخب الإمارات لكرة القدم.